# 梅格拉杰
梅格拉杰是印度古吉拉特邦阿拉瓦利县的一个城镇。总人口9891（2001年）。

## 人口
该地2001年总人口9891人，其中男性5128人，女性4763人；0—6岁人口1206人，其中男654人，女552人；识字率72.99%，其中男性为80.40%，女性为65.00%。